# HD159545
HD159545 — хімічно пекулярна зоря спектрального класу B9, що має видиму зоряну величину в смузі V приблизно  7,7.
Вона  розташована на відстані близько 901,0 світлових років від Сонця.

## Пекулярний хімічний склад
Зоряна атмосфера HD159545 має підвищений вміст 
Si
.